# Добро дошли, господине Ченс
Добро дошли господине Ченс (енгл. Being There) је америчка филмска комедија са елементима сатире из 1979. године. Филм је заснован на роману Присутност Јежија Косинског, који је и написао сценарио, а режирао га је Хал Ешби.
Простоумни Ченс (Питер Селерс), баштован који је читавог живота боравио у градској кући свог богатог послодавца у Вашингтону, а школовао се само уз телевизију, приморан је да напусти свој дом када му шеф умре. Док лута улицама, наилази на Ив Ренд (Ширли Маклејн), жену пословног могула Бена Ренда (Мелвин Даглас), који претпоставља да је Ченс џентлмен из више класе. Ускоро је Ченс уведен у високо друштво, а његова неометана баштованска мудрост чини да се о њему прича у граду.
Даглас је освојио Оскара за најбољу споредну мушку улогу, а Селерс је био номинован за најбољег глумца. Сценарио је освојио награду Британске академије за најбољи сценарио и награду Удружења америчких писаца за најбољу комедију адаптирану из другог медија. Такође је номинован за награду Златни глобус за најбољи сценарио.

## Радња
Стари богати власник куће у Вашингтону умире. После његове смрти, његов баштован Ченс, који је целог живота живео у кући и чувао башту, нашао се на улици. Ченс више није млад човек, али, од детињства пати од психичког поремећаја, па није научио да чита ни пише, целог живота није ни излазио ван ограде куће и познавао је свет само из телевизијских програма, који су га образовали и које је волео и сад воли да гледа. Изложен улици, већ првог дана пада под точкове аутомобила богате даме, Ив Ренд, која га доводи кући код лекара. Њен муж Бенџамин „Бен” Ренд је веома моћан и богат човек, економски саветник америчког председника, али је неизлечиво болестан, а кућа је заправо претворена у болницу; има много лекара, медицинских сестара, медицинске опреме, постоји чак и просторија за кисеоник. У кући раде и многе слуге.
Ченс се представља као „Ченс, баштован” (енгл. Chance, the gardener), што Ив погрешно протумачи као „Чонси Гардинер”. Ченс се понаша мирно и природно у сваком окружењу и свима постаје драг. Он подржава најтеже разговоре са општим стварима, црпећи одговоре из своје праксе баштованства, а све изгледа дубоко смислено, док нико не зна за Ченсову прошлост. Бен га је заменио за банкротираног бизнисмена и убрзо постаје његов пријатељ, а Ив се лудо заљубљује у њега. На Бенов позив, Ченс постаје члан највиших политичких кругова. Након разговора са самим председником, Ченс је позван у познату ТВ емисију, где његове речи преносе медији. Америчке обавештајне агенције безуспешно покушавају да открију ко је он и одакле је дошао, али не могу да пронађу компромитујуће доказе о мистериозном Чонсију Гардинеру.
Ближе се последњи дани старог Бена. Он претпоставља да се Ив заљубила у Ченса, али не омета њихову романсу, надајући се да ће Ченс моћи да се брине о Ив након његове смрти. Такође одлучује да оснује фонд за подршку привредницима и жели да га Ченс води. Пре смрти, опрашта се од Ченса, рукује се и умире. Сузе први пут навиру на Ченсове очи. Бенов лични лекар је погодио Ченсову прошлост и сазнао где је живео, али након Бенове смрти, одлучује да ништа не говори о томе.
На сахрани, Бенови пријатељи, носећи ковчег до гроба, шапатом расправљају кога ће номиновати за следећег председника. Ченса озбиљно разматрају као кандидата − испоставља се да је он једина особа која нема непријатеља и против чије кандидатуре нико нема приговора. У последњим кадровима филма, Ченс се удаљава од сахране, одлута у шуму и, приближавајући се малом језеру, лагано ступа на воду, ходајући попут Исуса.

## Улоге
| Глумац          | Улога                                  |
| --------------- | -------------------------------------- |
| Питер Селерс    | баштован Ченс / Чонси Гардинер         |
| Ширли Маклејн   | Ив Ренд                                |
| Мелвин Даглас   | Бенџамин „Бен” Ренд                    |
| Ричард Дисарт   | др Роберт Аленби                       |
| Џек Ворден      | председник САД                         |
| Ричард Бејсхарт | совјетски амбасадор Владимир Скрапинов |
| Иља Баскин      | Карпатов                               |